# Rosttyglad lövtyrann
Rosttyglad lövtyrann (Phylloscartes flaviventris) är en fågel i familjen tyranner inom ordningen tättingar.

## Utbredning och systematik
Fågeln förekommer endast i kustnära berg i norra Venezuela. Den behandlas som monotypisk, det vill säga att den inte delas in i några underarter.

## Status
IUCN kategoriserar arten som nära hotad.